# Beierius aequatorialis
Beierius aequatorialis es una especie de arácnido del orden Pseudoscorpionida de la familia Cheliferidae.

## Distribución geográfica
Se encuentra en Gabón.